# スルホニル基

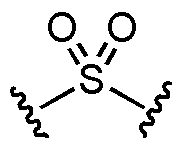
スルホニル基

スルホニル基 (sulfonyl group) は −S(=O)2− で表される2価の官能基である。スルホ基からヒドロキシ基を取り除いたものに等しく、2つの酸素はそれぞれ硫黄と二重結合で結ばれている。スルフリル基とも呼ばれる。
スルホニル化合物のうち、R−S(=O)2−R' の形で表される化合物はスルホンと呼ばれる。また、ハロゲン原子1つと結合した化合物 R−S(=O)2−X (X = F, Cl, Br, I) は、スルホン酸ハロゲン化物である。二塩化物 SO2Cl2 は塩化スルフリルと呼ばれ、塩化チオニルと同様に用いられる塩素化剤である。
塩化トシル（塩化トルエンスルホニル、CH3C6H4SO2Cl、通常パラ体）や塩化メシル（塩化メチルスルホニル、CH3SO2Cl）のように、スルホニル基を含む化合物の中には語尾 -syl を持つ慣用名が使われるものがある。

## メシル基
メシル基とは、アセチル基のカルボニル基をスルホニル基に変えたもので、メタンスルホン酸からヒドロキシ基を取り除いたものに等しい。Ms と略記される。

### メシル基を含む化合物
- 2,4,6-トリメシルフェノール

ピクリン酸のニトロ基をメシル基に変えたもの。ピクリン酸は強酸であるが、爆発性があるゆえ取り扱いが難しい。だが、この 2,4,6-トリメシルフェノールはそのような爆発性がないため、純に強酸として利用できる。酸性が硝酸より硫酸が若干弱いことや、陽性基であるメチル基がつくことによりピクリン酸より若干弱くなるが、メチル基の水素をフッ素で置換することにより解消できる。しかし、フッ素にすると解離が気になるので、実際は塩素などにするのが妥当であるとされる。ピクリン酸がそうであるように、この 2,4,6-トリメシルフェノールも塩化鉄(III) による呈色反応を起こさない。また、スルホフェノールと同様に硝酸を加えると置換反応が起きてピクリン酸になる。この 2,4,6-トリメシルフェノールの誘導体である 2,4,6-トリメシルトルエンも同様の反応を起こしてトリニトロトルエンになるため、使いたい現場で合成することができるので、輸送などが安全である。